# Cekanowo (gmina Słupno)
Cekanowo – wieś sołecka w Polsce położona w województwie mazowieckim, w powiecie płockim, w gminie Słupno.
| SIMC    | Nazwa            | Rodzaj    |
| ------- | ---------------- | --------- |
| 0575723 | Budki            | część wsi |
| 0575730 | Cekanowo-Kolonia | część wsi |
| 0575746 | Parcele          | część wsi |

Wieś duchowna Czekanowo, własność prebendalna płockiej kapituły katedralnej w 1542 roku położona była w drugiej połowie XVI wieku w powiecie płockim województwa płockiego. W latach 1975–1998 miejscowość należała administracyjnie do województwa płockiego.

## Historia
W Słowniku historyczno – geograficznym ziem polskich w średniowieczu, na stronie 33 o miejscowości (oddalonej o 8 kilometrów od Płocka) Cekanowo vel Czekanów w parafii Imielnica, dzisiaj gmina Słupno, czytamy, cyt.: 1508 kapituła płocka po śmierci Michała z Prażmowa przeznacza dożywotnio wieś Czekanów wraz z dziesięciną snopkową szlachetnemu i znakomitemu Andrzejowi Kostce doktorowi medycyny, pożyczając mu 50 kóp groszy na 1 rok na zakup rzeczy potrzebnych w aptece (Kap. P 50, 86v); 1513 wszyscy kmiecie wsi kapitulnej Cz. mają zadowolić się rolami w Cz., które uprawiają; nie wolno im pod groźbą kary karczować lasu wokół wsi (UM nr 11); 1515 kapituła płoc. postanawia, że kanonik, który według starszeństwa otrzyma Cz., osadzi tamże 2 puste lenne włóki na rocznym czynszu, tak jak inne wykupione włóki wójtowskie we wsiach kapituły; czynsz ten będzie włączony do uposażenia stołu kapituły (UM nr 8); 1531: 19 wł. os., 8 ogrodów (RP 41, 67).